# John Smeaton
John Smeaton   (Austhorpe, 8 de juny de 1724 - Austhorpe, 28 d'octubre de 1792) va ser un enginyer civil anglès responsable del disseny de ponts, canals, ports i fars. També va ser un enginyer mecànic capacitat i un físic eminent. Se'l considera el pare de l'enginyeria civil.
Estava associat amb la Lunar Society.

## Biografia
Smeaton nasqué a Austhorpe, Leeds, Anglaterra. Després d'estudiar a Leeds Grammar School s'uni a la companyia d'advocats del seu pare, però ho deixà per a dedicar-se a la confecció d'instruments matemàtics (treballant amb Henry Hindley), desenvolupant, entre altres instruments, un piròmetre per usar-lo en la navegació marítima.
Va ser escollit membre de la Royal Society el 1753, i el 1759 guanyà la Copley Medal per la seva recerca en la mecànica de la roda hidràulica i dels molins de vent. L'any 1759 va escriure "An Experimental Enquiry Concerning the Natural Powers of Water and Wind to Turn Mills and Other Machines Depending on Circular Motion" sobre la relació entre la pressió i la velocitat en objectes que es mouen en l'aire conceptes desenvolupats en el 'Coeficient de Smeaton'.
Era partidari de la teoria vis viva de Gottfried Leibniz, que és una primera formulació de la conservació de l'energia.
Recomanat per la Royal Society, Smeaton dissenyà el tercer far d'Eddystone (1755–59). Va redescobrir i desenvolupar el ciment cosa que va conduir a la invenció posterior del ciment Portland.

## Enginyer mecànic
Va idear un enginy hidràulic per als Jardins de Kew el 1761 i un molí hidràulic a Alston, Cumbria el 1767. Va millorar la màquina atmosfèrica de Thomas Newcomen, posant-ne una a la mina de Chacewater, Wheal Busy, a Cornualla el 1775.
El 1789 Smeaton aplicà una idea de Denis Papin, per usar una bomaba de força per mantenir la pressió i aire fresc dins una campana de capbussar-se. This bell, built for the Hexham bridge project, was not intended for underwater work, but in 1790 the design was updated to enable it to be used underwater on the breakwater at Ramsgate Harbour.
A més de pertànyer a la Lunar Society fundà la Societat d'Enginyers Civils el 1771. Va ser qui va encunyar el terme Enginyers Civils (civil engineers) per distingir-los dels enginyers militars graduats a l'acadèmia militar de Woolwich. Després de la seva mort la Societat va ser rebatejada com Smeatonian Society.